# Drususgracht
De Drususgracht (Latijn: fossa Drusiana) betreft één of meerdere Romeinse kanalen ten noorden van de Rijn, gegraven in 12 v.Chr. onder generaal Nero Claudius Drusus. Zij worden in de Romeinse geschiedschrijving enkele malen genoemd, maar kennis over de exacte geografische ligging van deze gracht(en) is verloren gegaan.

## Geschiedenis
De Drususgracht of -grachten zijn aangelegd ten behoeve van troepentransport van de Rijndelta naar het noorden (Flevomeer, Friesland en de Elbe-monding), tijdens een grote militaire campagne tegen de Germanen. Er zijn tijdens de Romeinse aanwezigheid nog meer grachten aangelegd in het huidige Nederland en Duitsland, naast die van Drusus bijvoorbeeld de gracht van Corbulo. De feitelijke ligging van de Drususgracht(en) is onbekend. Romeinse grachten werden aangelegd om twee wateren, vaak rivieren met elkaar te verbinden. De aanleg van zo'n gracht bestond uit twee werken: het graven van een waterloop en het opwerpen van een kade of dam langs de oevers van de gracht.
Van oudsher is veel gespeculeerd over de locatie van de grachten. Lange tijd werd het ontstaan van de IJssel, over delen van het traject Arnhem-Doesburg-Zutphen-Deventer door veel historici als een uitvloeisel van het graven van de Drususgracht beschouwd. In de eenentwintigste eeuw is door aardwetenschappelijk onderzoek aangetoond dat de IJssel pas in de Vroege Middeleeuwen (tussen 400 en 700 na Chr.) op natuurlijke wijze is ontstaan door overstromingen van de Rijn met erosie en sedimentatie als gevolg. Dit voltrok zich ongeacht de aanwezigheid van een gracht. De Drususgracht heeft dus niet noodzakelijkerwijs in het Gelderse IJsselgebied gelegen.
Het Utrechtse Vechtgebied is steeds als een alternatieve optie voor de Drususgracht gezien. De Drususgracht zou dan een aantal veenmeren bij Breukelen verbonden hebben. Overleveringen in Duitsland situeren een Drususgracht tussen Wesel en Hamminkeln die zo een verbinding vormde tussen de Rijn en Oude IJssel. Verder wordt nu gedacht dat de Lange Renne deel uitmaakte van dit kanalensysteem. Volgens een nieuwere theorie zou er ook een kanaal kunnen zijn aangelegd tussen het Flevomeer en de Noordzee, wat niet onlogisch zou zijn gezien het doel van deze exercitie, het veilig vervoeren van troepen naar de Nederlandse noordkust.
Drusus heeft in het grensgebied volgens antieke bronnen ook andere rivierwerken laten uitvoeren, zoals een dam (krib) om de waterverdeling over de Rijntakken te beïnvloeden.

## Antieke overlevering
De historiografische bronnen, die over het Drususkanaal spreken zijn:
- Suetonius, Claudius, 1.2: "Deze Drusus had als quaestor en praetor eerst een commando in het Rhaetische gebied, daarna een commando in de Germaanse oorlog; in die hoedanigheid zeilde hij als de eerste Romeinse veldheer over de noordelijke oceaan, en legde hij aan gene zijde van de Rijn kanalen aan; dit werk pakt hij voortvarend aan, het was een enorme onderneming. Deze kanalen dragen tot de dag van vandaag nog steeds zijn naam."[7]
- Tacitus, Annalen, Boek II, 8: "De Caesar (Germanicus) had de logistiek ondersteunde verbanden vooruitgestuurd, de legioenen en de bondgenoten over de schepen verdeeld en was het naar Drusus genoemde kanaal ingevaren, waarbij hij tot zijn vader bad, zou hij hem, aangezien hij nu hetzelfde waagstuk op zich nam, genadig en barmhartig met zijn voorbeeld en als gedachtenis aan zijn maatregelen en bouwwerken terzijde willen staan."